# 리틀다이오미드섬
리틀다이오미드섬(영어: Little Diomede Island, 이누피아크어: Iŋaliq 이날리크), 이전 명칭 크루젠슈타른섬(영어: Krusenstern Island, 러시아어: Остров Крузенштерна 크루젠시테르나섬[*])은 미국 알래스카주에 속해 있는 섬이다. 베링 해협 중간에 위치한 다이오메드 제도의 양 섬 중 동쪽 섬에 해당한다. 이웃한 라트마노프섬은 서쪽으로 약 3.75km (2.33 마일) 떨어져 있지만 러시아의 영토이며 날짜 변경선의 서쪽에 있다.
소련에 의해 원주민이 본토로 소개된 라트마노프섬과 달리 리틀다이오메드섬은 여전히 이누피아크족 원주민 상주인구가 있다. 2010년 인구 조사를 기준으로 리틀다이오메드섬의 인구는 115명이다. 이는 1990년 최고치인 178명에서 감소한 것이며 인구가 꾸준히 감소 중이다. 섬 서쪽 해안의 다이오미드 마을이 섬의 유일한 정착지이다.